# Порсьё-Амбланьё
Порсье-Амбланье (фр. Porcieu-Amblagnieu) — коммуна во Франции, находится в регионе Рона — Альпы. Департамент коммуны — Изер. Входит в состав кантона Морстель. Округ коммуны — Ла-Тур-дю-Пен.
Код INSEE коммуны — 38320. Население коммуны на 1999 год составляло 1251 человек. Населённый пункт находится на высоте от 191 до 395 метров над уровнем моря. Муниципалитет расположен на расстоянии около 410 км юго-восточнее Парижа, 45 км восточнее Лиона, 80 км севернее Гренобля. Мэр коммуны — M. Jean-Claude Buhagiar, мандат действует на протяжении 2001—2008 гг.
Динамика населения (INSEE):